# Zebegényi-sziget
A Zebegényi-sziget a Dunakanyar bejáratánál található balparti fiatal dunai mederképződmény. Közigazgatásilag Zebegény településhez tartozik.

## Fekvése
Zebegény alámosott partjai előtt terül el, az 1703,5 - 1703,9 folyamkilométer között. Hossza változó, növényzettel borított magterülete 250-300 méter hosszú, déli részén nagyobb, északon kisebb kavicszátony csatlakozik hozzá. Legnagyobb szélessége 50 méter, területe kisvíznél 2 hektár.

## Fejlődése, morfológiája
A két világháború közti vízisport-térképeken még zátonyként jelölik. A Dunakanyarba lépés előtt Zebegénynél a Duna egy medertágulatot alkot. Ebben a száz méterrel szélesebb, lassabb áramlási viszonyokkal jellemezhető mederben rakta le a zátony anyagát. Térképek összevetése alapján megállapítható, hogy a zátony fokozatosan vándorol dél felé, folyásiránnyal megegyező irányba. A sziget kiemelkedése összefügg a hajózás érdekében végzett kotrásokkal és az ipari mértékben végzett kavicsbányászattal, melyek java része 1945 után zajlott. Valójában tehát a Duna vízszintje csökkent, így a sziget "emelkedése" csak relatív. A szárazulattá válással fokozatosan zajlott a növényzet megtelepedése, 1980 körül a sziget hossza 250 méter, területe 0,9 hektár volt. Jelen állapot szerint a sziget hossza és területe duplájára nőtt. Déli részén egy kavicszátony épült, melyen még nem telepedett meg növényzet. Éles peremmel válik el a sziget magjától, ahol a kavicson már öntéstalaj található. A legmagasabban fekvő térszíneket magas nyárfák jelölik, míg a sziget északi, lealacsonyodó részén fűzerdő, majd bokorfüzes található.

## Hidrológiai viszonyai
A magyarországi Duna-szakaszon meglehetősen kivételes hidrológiai helyzetben van; a Zebegényi-sziget "valódi" sziget. Az év 365 napjában víz veszi körül. A keleti oldalon egy 130 méter szélességű mellékág választja el a parttól. Ennek a mellékágnak a sodorvonala a település felé eső partot mossa alá. Ezért a sziget keleti oldalán találjuk a finomabb szemcséjű üledékeket. A dunai oldalon a hajózás okozta erős hullámzás miatt kavicsos a part. Mivel legnagyobb magassága nem éri el a 104 m.B.f. szintet, a legnagyobb árvizek teljesen elborítják.
A sziget a létét annak köszönheti, hogy a nagy folyószabályozási munkálatok elkerülték. A Nagymarosi erőmű felfüggesztésének köszönhetően megmenekült a teljes elárasztástól.

## Növényzete
A szigeten megfigyelhetők a vízborítás tartóssága szerint kialakult növényzeti szintek. A magasabban fekvő, tartósan szárazon lévő területek fája a fekete nyár, itt állandó aljnövényzet is ki tudott alakulni. Ezt a magterületet két oldalról, és főként észak felől fiatal füzes övezi. A nyugati, főági oldalon az idősebb fák gyökérzete közül az erős hullámzás kimossa a talajt, így gyakori a vízbe dőlt fák látványa. A sziget északi kavicszátonyán megfigyelhető a bokorfüzes térhódítása, itt a sodrás és az uszadékfa nyomására torz növekedésűek a fák. A déli zátony éles peremmel válik el a magterületről, 2011 tavaszán számtalan elsőéves magonc zöldjuhar csemete nőtt ki a tartósan alacsony vízállásnak köszönhetően.

## Külső hivatkozások
- Dunai Szigetek